# Vertoviridae

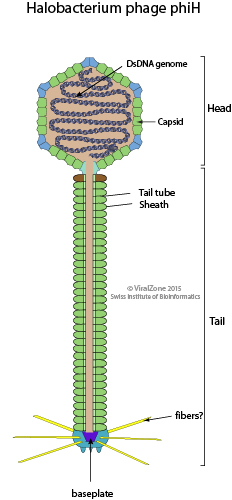
Schemazeichnung eines Virions (Querschnitt)

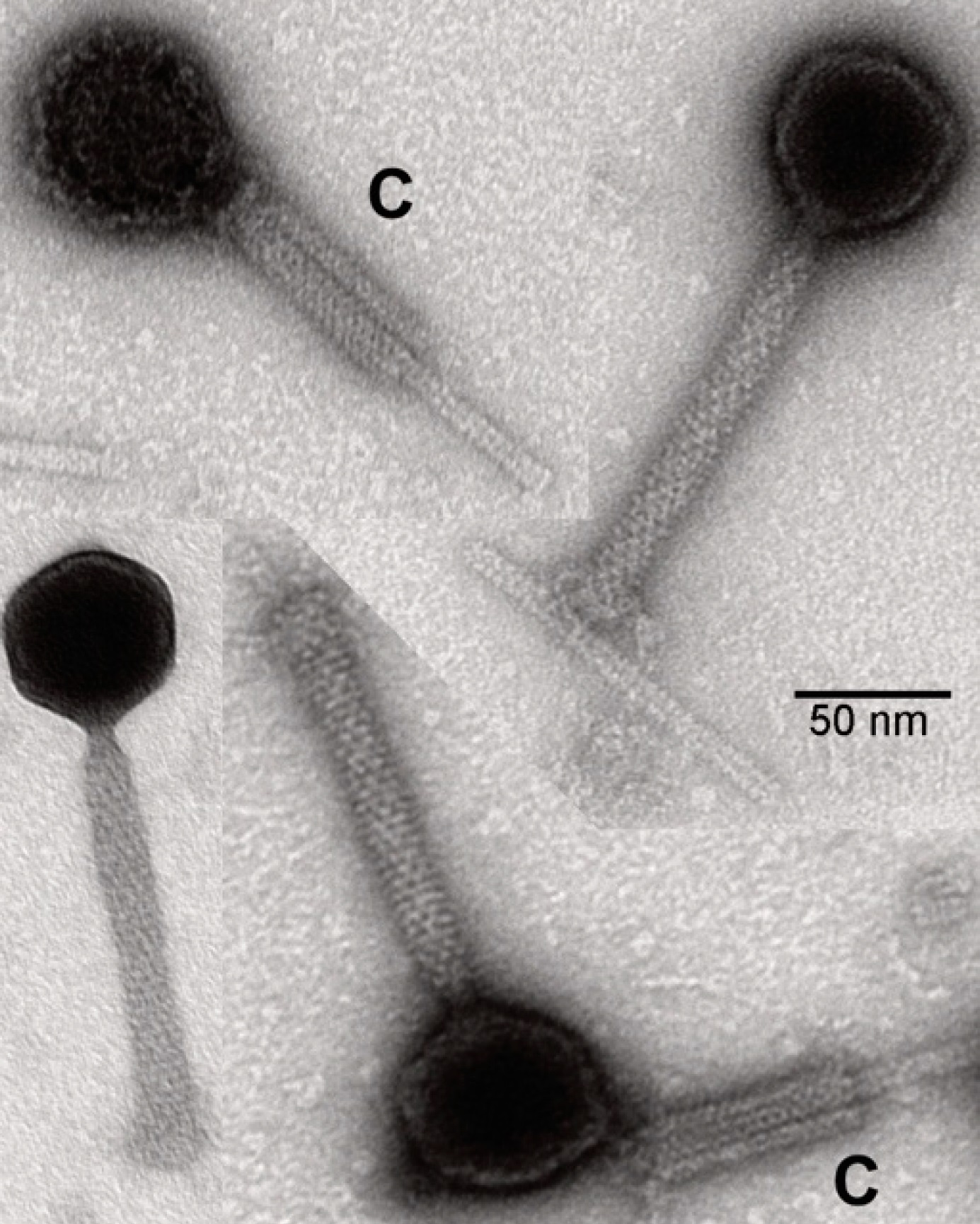
Virionen von ChaoS9 (C: mit kontrahiertem „Schwanz“)

Vertoviridae ist eine vom International Committee on Taxonomy of Viruses (ICTV) im März 2022 neu eingerichtete Familie von Archaeenviren innerhalb der Klasse Caudoviricetes. Sie ist innerhalb dieser Klasse bisher ohne nähere Zuordnung (Stand 29. Februar 2024).
Die Zugehörigkeit zu den Caudoviricetes und ihre halophilen Archaeenwirte klassifizieren die Vertoviridae nicht-taxonomisch einerseits als arTVs (archaeal tailed viruses), andererseits als Haloviren.

## Beschreibung

### Morphologie
Die Virionen (Viruspartikel) der Vertoviridae haben den für die Klasse Caudoviricetes typischen Kopf-Schwanz-Aufbau; es gibt keine Virushülle. Der Kopf, ein ikosaedrisches Kapsid ist im Durchmesser etwa 64 nm groß. Der Schwanz ist kontraktil, er misst etwa 170 nm an Länge und 18 nm an Durchmesser, es gibt kurze Schwanzfasern.

### Wirte
Die Wirte der Vertoviridae sind verschiedene Mitglieder der Euryarchaeota-Ordnung Halobacteriales (synonym: Natrialbales, Haloferacales), insbesondere:
- ChaoS9: Halobacterium salinarum Stamm S9[6][7]
- phiCh1: Natrialba magadii (früher Natronobacterium magadii)[8][9] Stämme ATCC 43099 (alias DSM 3394 oder MS3), … (s. u.)[10][7] und L13[11]
- phiH: Halobacterium salinarum Stamm R1[12][13][7]

### Genom und Proteom

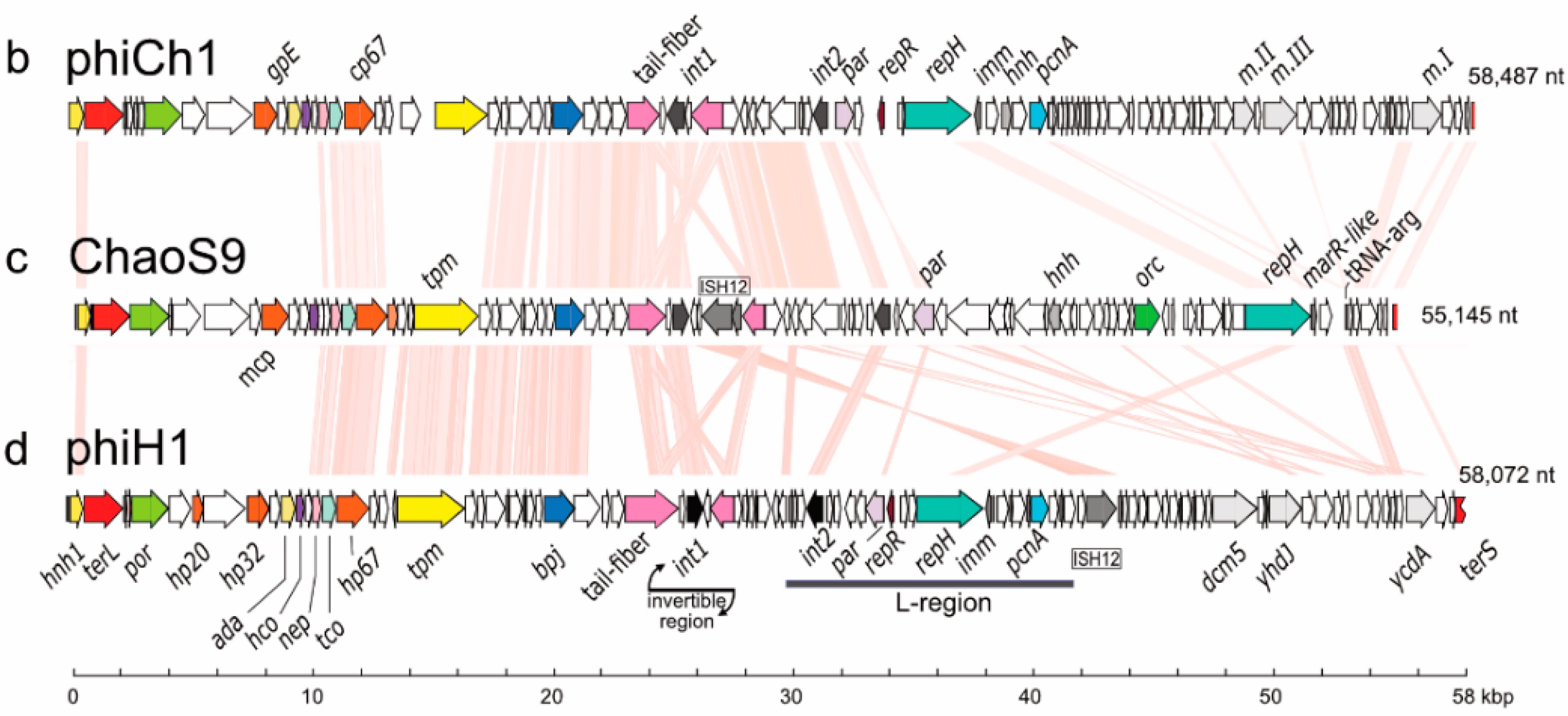
Genomkarten der Vertoviridae-Mitglieder im Vergleich

Drei Mitglieder der Familie wurden bis 2023 sequenziert:
- phiCh1: Probe aus Österreich, 1996 entnommen, Veröffentlichung 1997 (Angela Witte et al.)[10][11]
- phiH: Probe aus Deutschland, 1981 entnommen, Veröffentlichung 2018 (Mike Dyall-Smith et al.)[12][13]
- ChaoS9: Probe aus Deutschland, 2007 entnommen, Veröffentlichung 2019 (Mike Dyall-Smith et al.)[6][7]

Das Genom der Vertoviridae ist unsegmentiert (monopartit), es ist im Allgemeinen ein lineares dsDNA-Molekül mit einer Größe von ca. 59 kbp (Kilobasenpaaren), es kodiert etwa 97 Proteine.
Das Genom ist endständig (terminal) redundant, zudem gibt es zirkuläre Permutationen (circular permutations, vergleiche Madisaviridae, Saparoviridae und die Zobellviridae-Gattung Citrovirus sowie die Grimontviridae-Gattung Moazamivirus).
Das Genom der Vertoviridae kodiert u. a. eine HNH-Endonuklease,
Das Genom von ChaoS9 hat einen G+C-Gehalt von 65,3 % und vorhergesagt 85 kodierende Sequenzen (coding regions, coding sequences, CDS)
es kodiert eine tRNA (für Arginin).
Das Genom von phiH (Variante phiH1) hat einen G+C-Gehalt von (je nach Autor) 63,7–64,0 % und vorhergesagt 97 CDS.

### Replikationszyklus
Die Replikation erfolgt im Zytoplasma der Wirtszelle (prokaryotischer Wirt). Sie umfasst folgende Schritte:
1. Adsorption: Das Virion heftet sich über seine Schwanzfasern an die Zielzelle an.
2. Ausstoß der viralen DNA in das Zytoplasma der Wirtszelle durch Kontraktion der Schwanzscheide.
3. Transkription und Translation der „frühen“ Gene.
4. Synthese linearer Kopien der Virus-DNA als Concatamer. Es folgt die Transkription und Translation der „späten“ Gene.
5. Zusammenbau (Assembly) eines leeren Prokapsids und Verpackung des Genoms.
6. Zusammenbau der Schwanzfasern und des Schwanzes. Fertigstellung der Virionen.
7. Die reife Virionen werden schließlich durch Lyse aus der Wirtszelle freigesetzt.

Die Transkription von Genen erfolgt durch Operons; die frühe Transkription wird durch Antisense-mRNA des Virus reguliert.

## Systematik
Die Systematik der Vertoviridae gemäß International Committee on Taxonomy of Viruses (ICTV) ist wie folgt (Stand Mai/Juni 2024):

Familie Vertoviridae (ursprünglich als „F9-Gruppe“ bezeichnet)
- Gattung Chaovirus (ursprünglich „F9G2“, ausgegliedert aus Gattung Myohalovirus)
  - Spezies Chaovirus bigenum (früher Chaovirus ChaoS9), mit
Halobacterium-Phage ChaoS9 [Halovirus ChaoS9] – Genomlänge 55.145 bp[7]

- Gattung Myohalovirus[21] (früher Phihlikevirus, phiH-like viruses, ursprünglich „F9G1“)

  - Spezies Myohalovirus alkaliphilum (früher Myohalovirus phiCh1, Natrialba virus PhiCh1), mit
Natrialba-Phage PhiCh1 [Bakteriophage Phi-Ch1, Natronobacterium magadii phage ΦCh1, φCh1] – Genomlänge 58.487 bp[7][11][22][23]
  - Spezies Myohalovirus spontanei (früher Myohalovirus phiH, Halobacterium virus phiH), mit
Halobacterium-Phage phiH [Bakteriophage phi-H] mit Variante phiH1 [ΦH1] – Genomlänge 58.072 bp[12][13]
Halobacterium phage Hs1 (Halobacterium-Phage Hs1)[24]

## Etymologie
Der Name der Familie Vertoviridae leitet sich ab von lateinisch verto ‚ich wende‘ (von vertere ‚wenden‘); dies bezieht sich auf den für die Viren dieser Familie charakteristischen invertierbaren Schwanzfaserlocus, die Endung ‚-viridae‘ bezeichnet Virusfamilien.
- Der Gattungsname Chaovirus, eine Zusammenziehung (Kofferwort) von ChaoS9 virus, leitet sich ab vom Namen des ersten isolierten Virus dieser Gattung, ChaoS9.[4]
  - Das Art-Epitheton ChaoS9 ist der Name des Referenzstammes, der seinerseits ein Kofferwort ist aus Caudovirus of haloarchaeal origin und dem Stamm S9 der von diesem Virus parasitierten Archaeenart Halobacterium salinarum ist.[4]

- Der Gattungsname Myohalovirus leitet sich ab von einer Zusammenziehung der beiden nicht-taxonomischen Klassifizierungen dieser Gattung, den Myoviren (Morphotyp) und Haloviren (Habitat).[4][7]
  - Das Art-Epitheton phiCh1 verweist auf den Referenzstamm dieser Art, phi-Ch1.
  - Auch das Art-Epitheton phiH leitet sich ab vom Referenzstamm der Spezies, phi-H.

## Hs1
Die erste Beschreibung eines Archaeenvirus erfolgte 1974 durch Terje Torsvik und Ian D. Dundas in einem Nature-Artikel mit dem Titel „Bacteriophage of Halobacterium salinarum“ („Bakteriophage von Halobacterium salinarum“)
Dieses Virus mit dem Akronym Hs1 infiziert die Haloarchaeen-Spezies Halobacterium salinarum und hat signifikante Ähnlichkeit mit dem Halobacterium-Phagen phiH (ΦH) und ist vom Morphotyp der Myoviren, es muss daher derselben Virusspezies Myohalovirus phiH angehören.

## ChaoS9
ChaoS9 ist der Referenzstamm der Virenspezies Chaovirus ChaoS9.

### ChaoS9-Genom

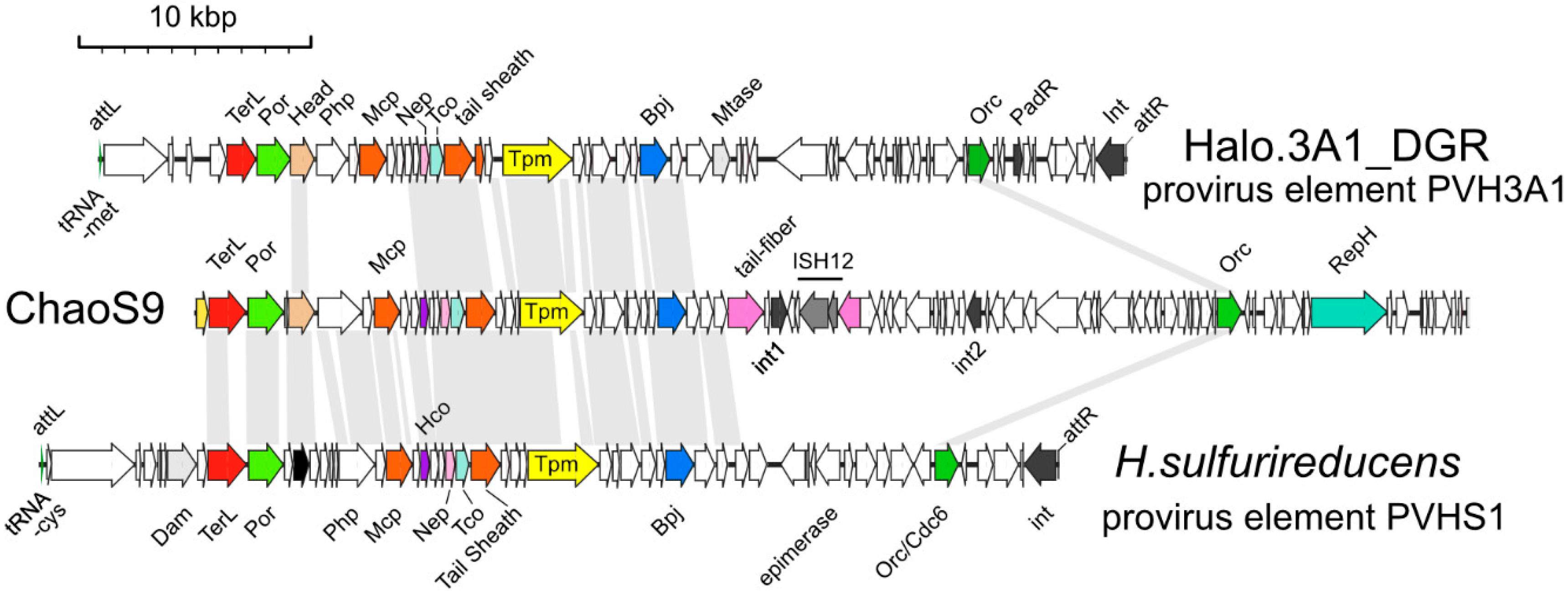
Genomkarte von ChaoS9 und zweier Proviren der Halobacteriales (Euryarchaeota)

Auf das ChaoS9 stieß man, nachdem eine große Kultur von Archaeen des Stamms Halobacterium salinarum S9 spontan zusammengebrochen war. Wie sich herausstellte, war sie von dem Virus infiziert und lysiert worden.
Die Isolation des ChaoS9 genannten Virus aus dem Kulturlysat ergab eine homogene Population von Partikeln mit der Kopf-Schwanz-Morphologie der Caudoviricetes. Das Virus-Genom erwies sich als eine lineare, teilweise redundante und zirkulär permutierte dsDNA (Doppelstrang-DNA) mit einer Länge von 55.145 bp und einem G+C-Anteil von 65,3 %, nach Vorhersage 85 kodierenden Sequenzen (CDS) sowie einem tRNA-Gen für die Aminosäure Arginin (wie oben beschrieben).
Der linke Arm des Virus-Genoms (Position 0–28 kbp) kodiert für Proteine, die in ihrer Sequenz denen damals bereits bekannten und (teil-)sequenzierten Caudoviricetes-Mitgliedern ähnlich waren; am ähnlichsten waren die Myohaloviren phiH1 (Wirt: ebenfalls Halobacterium salinarum) und phiCh1 (Wirt: die verwandte Spezies Natrialba magadii). Die ChaoS9-Gene für den Schwanz der Viruspartikel ähneln denen von phiH1 und phiCh1, insbesondere trägt ChaoS9 auch ein Schwanzfaser-Genmodul, das den invertierbaren Modulen dieser beiden Viren ähnelt. Alle drei Viren werden daher vom Morphotyp des Schwanzes her als Myoviren klassifiziert. Interessanterweise ist jedoch das Hauptkapsidprotein Mcp von ChaoS9 dem von Haloarcula hispanica tailed virus 1 (HHTV-1, aus der Caudoviricetes-Familie Madisaviridae, Morphotyp: Siphoviren) am ähnlichsten. Mit ChaoS9 verwandte Provirus-Elemente zeigten ähnlich die größte Übereinstimmung Proteinen für den Zusammenbau des Virus-Schwanzes, wichen aber im Vergleich der Proteine für die Kopf-Assembly ab.
Der rechte Arm (Position 29–55 kbp) von ChaoS9 kodiert für Proteine, die an der DNA-Replikation beteiligt sind; die anderen Proteine weisen wenig Ähnlichkeit mit denen von phiH1, phiCh1 oder Provirus-Elementen auf – die meisten von ihnen konnten 2019 keiner bekannten Funktion zugeordnet werden. Während die Schwanzgenregion von ChaoS9 den beiden anderen Viren ähnlich ist, gilt das weder für die Gene zum Zusammenbau des Kopfes auf dem linken Genomarms noch für den größten Teil des rechten Arms (mit Replikations- und Lyse-Genen).
Insbesondere sind das Hauptkapsidprotein, die große Untereinheit der Terminase und die Portalproteine von ChaoS9 alle nicht mit denen von phiH1 und phiCh1 verwandt.

### Evolutionärer Ursprung von ChaoS9
Dieses ausgeprägte Muster von Ähnlichkeiten bzw. Unterschieden des ChaoS9-Genoms mit den Genomen von phiH1 und phiCh1 deutet auf eine Evolutionsgeschichte mit (mindestens einem) großen Rekombinationsereignis als plausibelste Erklärung hin:
Danach hat ein Rekombinationsereignis das Morphogenesemodul für den ersetzt hat, während das für den Schwanz unverändert blieb.
Durch diese Rekombination ist ChaoS9 als ein chimäres Virus entstanden, wobei die Grenze zwischen den mutmaßlichen Genen für den Kopfverschluss (head closure, hco) und das Halsprotein (neck protein, nep) liegt: Der (maßgebliche) Schwanz ist zwar vom Morphotyp der Podoviren, aber der Kopf ist vom Morphotyp der Siphoviren.
In der Literatur zu den Caudoviricetes sind Beispiele keine Seltenheit, bei denen die Module für die Zusammensetzung von Kopf und Schwanz von verschiedenen Virustypen abzustammen scheinen; wie etwa:
- Gordonia spp. Phage Kita,[31][32]
- Xylella-fastidiosa-Phage Xfas53,[33][34]
- Enterobacteria-Phage phi80,[35][36]
- Salmonella-Typhimurium-Phage Gifsy-2.[37][36]

Durch den Umstand, dass bei den Caudoviricetes zunächst Kopf und Schwanz als separate Strukturen gebildet und anschließend zusammengefügt werden, ist die Wahrscheinlichkeit dafür, dass solche Rekombinationsereignisse lebensfähige Nachkommen hervorbringen, erhöht.

## ΦCh1
ΦCh1 (auch phiCh1 geschrieben) ist der Referenzstamm der Virenspezies Myohalovirus phiCh1.

### Isolierung und Virus-Wirt-Beziehung von ΦCh1
ΦCh1 infiziert bestimmte Stämme der haloalkalophilen (Salz und hohe pH-Werte liebenden) Archaeenart Natrialba magadii (veraltet: Natronobacterium magadii) aus der Ordnung Halobacteriales (synonym: Natrialbales). und ist ein (im Allgemeinen) temperentes Virus und kommt als Provirus (Prophage) im Genom seines Wirts integriert vor.
Die Beobachtung, dass Batch-Kulturen von N. magadii (Referenzstamm DSM:3394 alias MS3) spontan lysiert wurden, führte zur erstmaligen Isolierung des Virus ΦCh1, für das die Archaeenart als Wirt spezifisch ist.
Zum Nachweis der Infektiosität von ΦCh1 durch Witte et al. (1997) wurde der von Viren (inklusive Proviren) befreite Stamm N. magadii L13 verwendet.
ΦCh1 ist das erste Virus, das für die Gattung Natrialba (bzw. Natronobacterium, wie ursprünglich bezeichnet) beschrieben wurde.
Eine erneute Infektion des Stammes N. magadii [DSM:3394] mit dem isolierten Virus ΦCh1 war nicht möglich, was auf eine Art „Immunsystem“ schließen lässt, wie es beispielsweise auch für die lysogenen Stämme R1–3 und R1–24 von Halobacterium salinarum beschrieben wurde (Stolt und Zillig, 1992). N. magadii wurde durch wiederholtes Subkultivieren und Testen einzelner Kolonien durch Infektion mit dem ΦCh1 von lysogenen Viren „geheilt“ (d. h. es wurde eine Linie erzeugt, die frei von diesen Viren und Proviren ist). Auf diese Weise wurde ein nicht lysogener Stamm von N. magadii isoliert, der als L13 bezeichnet wird. (Witte et al., 1997). Als Ergebnis kann der Stamm L13 kann mit ΦCh1 infiziert werden, was sowohl zur Lyse der infizierten Zellen als auch zur Lysogenisierung (Einlagerung ins Genom als Provirus) führt.
Das Virus bildet trübe Plaques auf dem Zellrasen auf Agarplatten („Petrischalen“). Aus einer einzelnen Plaque wurde eine virenproduzierende Kolonie isoliert, die den Namen L11 erhielt und in der Studie von Witte et al. (1997) verwendet wurde. Da die Zelllyse nur in stationären Kulturen beobachtet wurde, scheint sie wachstumsphasenabhängig zu sein.

### Genom und Wirts-RNA von ΦCh1

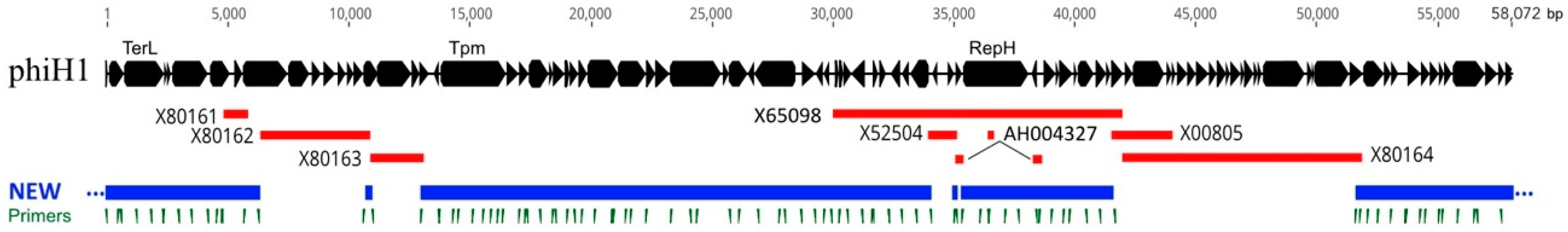
Genomkarte von phiH (Variante phiH1) nach Mike Dyall-Smith et al. (2018)

Die Morphologie seiner Virionen (Viruspartikel) ist ähnlich wie bei anderen die Archaeenart Halobacterium infizierendem Caudoviricetes-Mitgliedern vom Morphotyp der Myoviren.
In Natriumchlorid-Lösungen unter 2 ᴍ (mol/ℓ) verliert das Virus seine morphologische Stabilität und Infektiosität.
Die Virionen von ΦCh1 enthalten sowohl doppelsträngige, lineare DNA mit einer Länge von ca. 55 kbp (Kilobasenpaaren) als auch mehrere RNA-Typen mit etwa 80 bis 700 Nukleotiden Länge. Hybridisierungsversuche von markierten Fragmenten dieser virion-assoziierten RNA mit der DNA des Genoms von N. magadii und von ΦCh1 selbst zeigten, dass diese RNA wirtskodiert ist.
ΦCh1 war zum Zeitpunkt der Erstbeschreibung 1997 das einzige unter den bekannten Archaeenviren, dessen reife Partikel sowohl (eigene) DNA als auch (Wirts-)RNA enthalten.
Im Gegensatz zur DNA von N. magadii ist die DNA von ΦCh1 zumindest teilweise methyliert. Offenbar kodiert ΦCh1 entweder seine eigene Methylase oder es aktiviert eine stille (unter normalen Umständen nicht exprimierte) Methylase seines Wirts.